# Pouteria caimito
Pouteria caimito är en tvåhjärtbladig växtart som först beskrevs av Hipólito Ruiz López och Pav., och fick sitt nu gällande namn av Ludwig Radlkofer. Pouteria caimito ingår i släktet Pouteria och familjen Sapotaceae. Inga underarter finns listade i Catalogue of Life.

## Bildgalleri

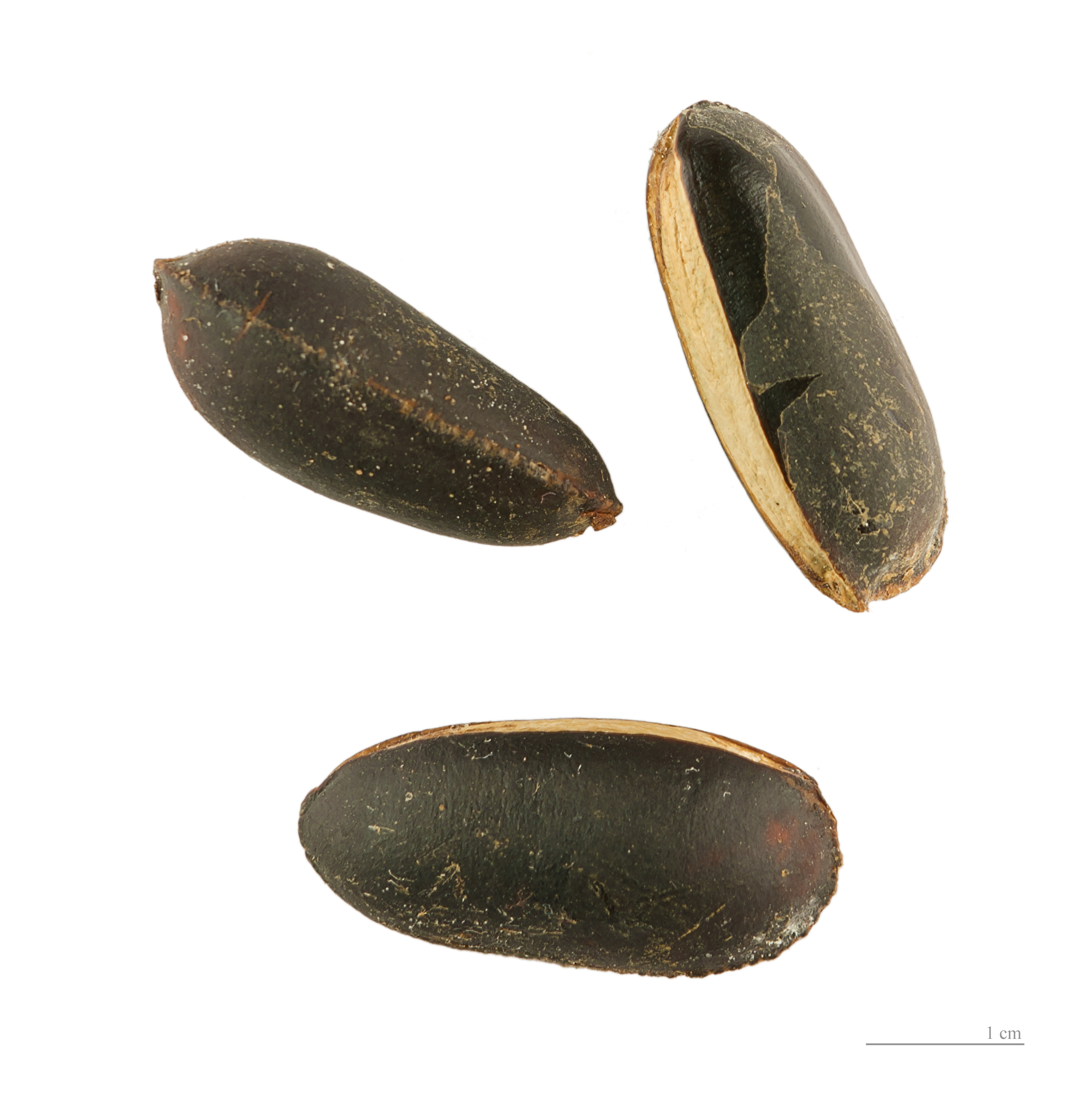
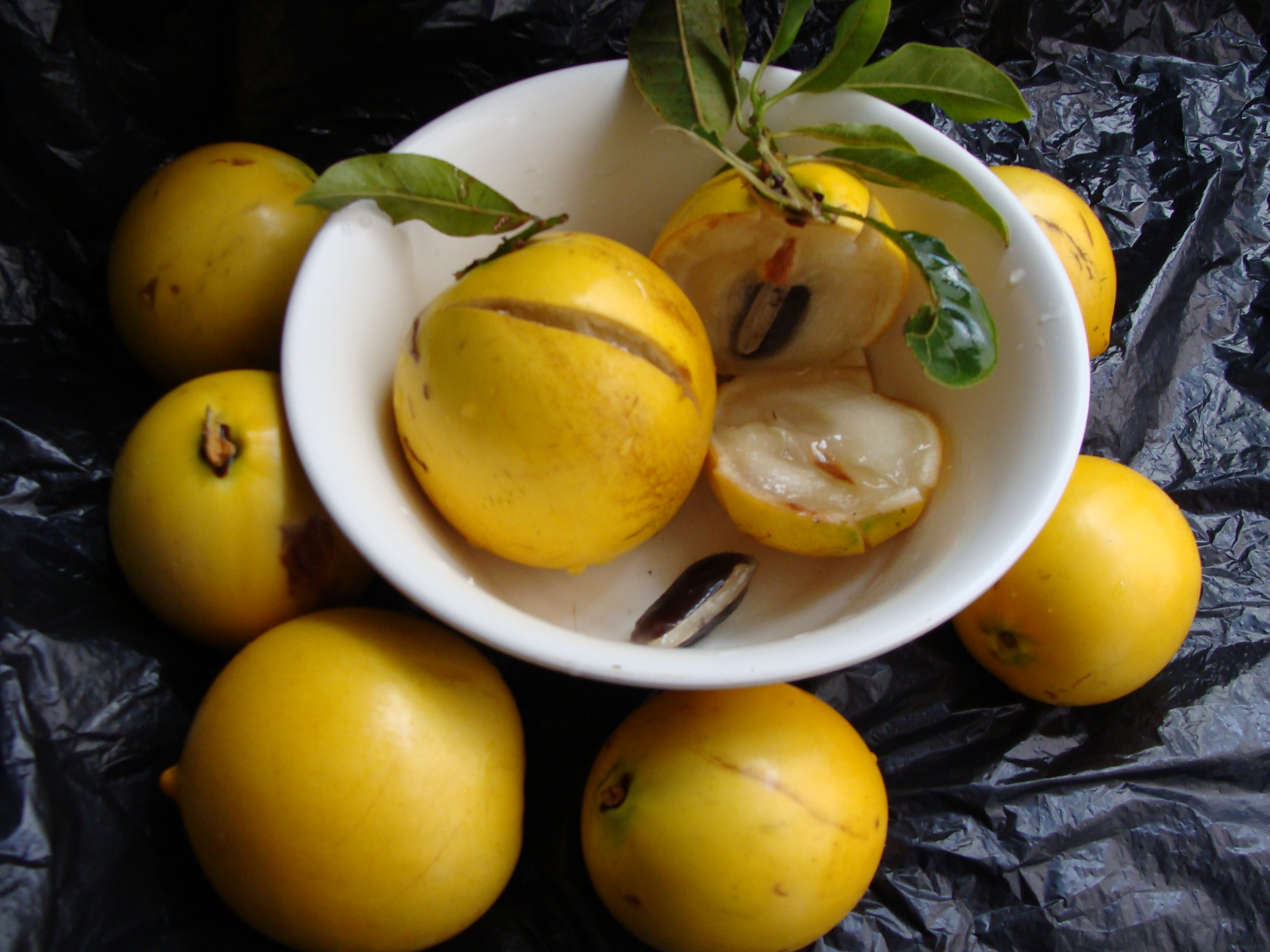
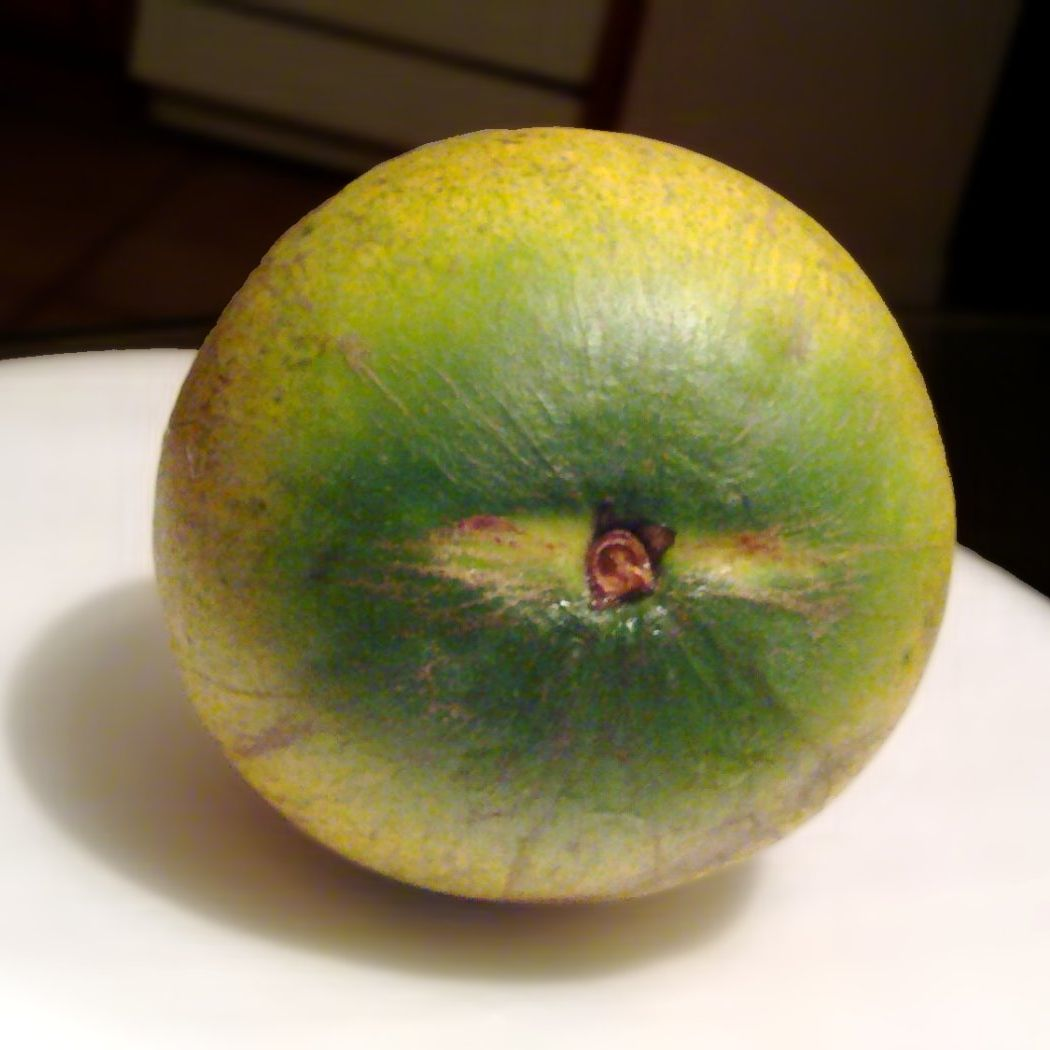
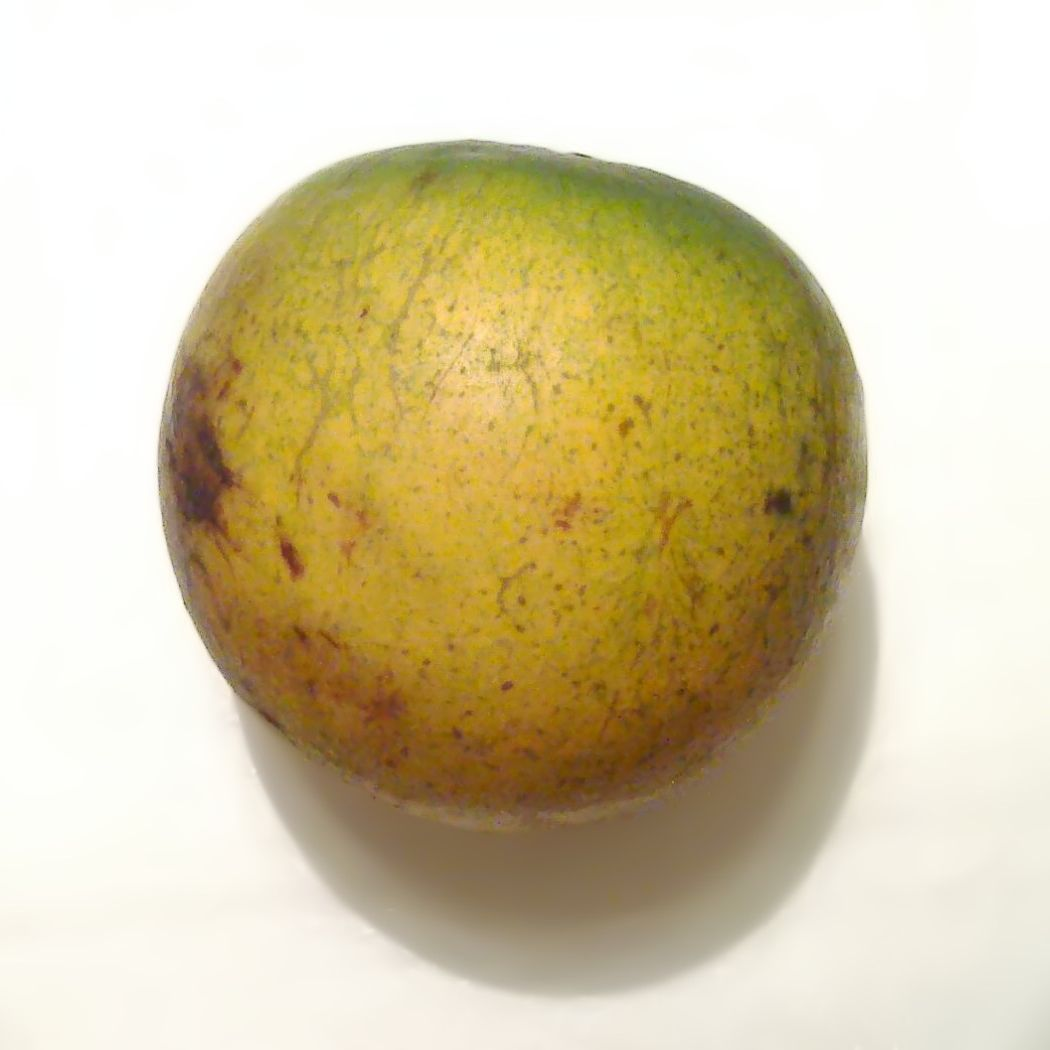
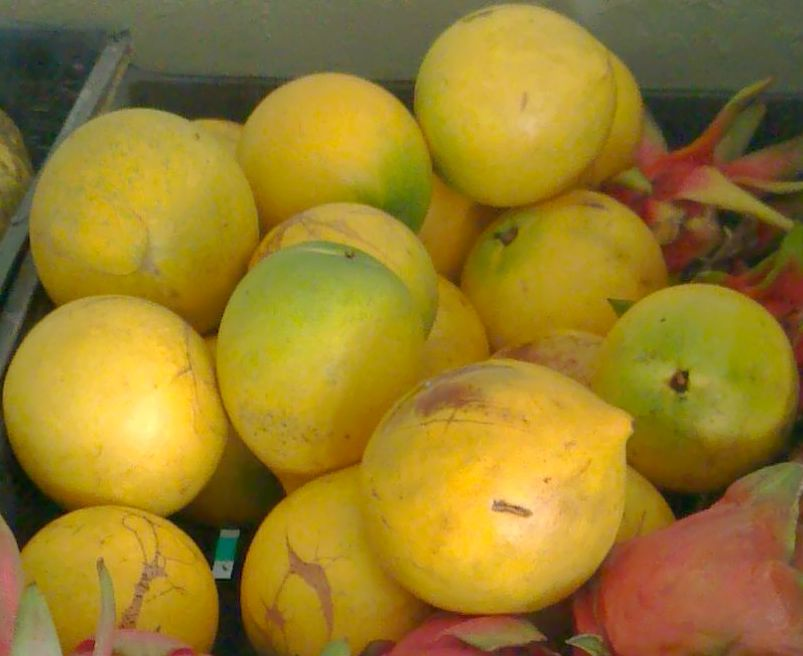
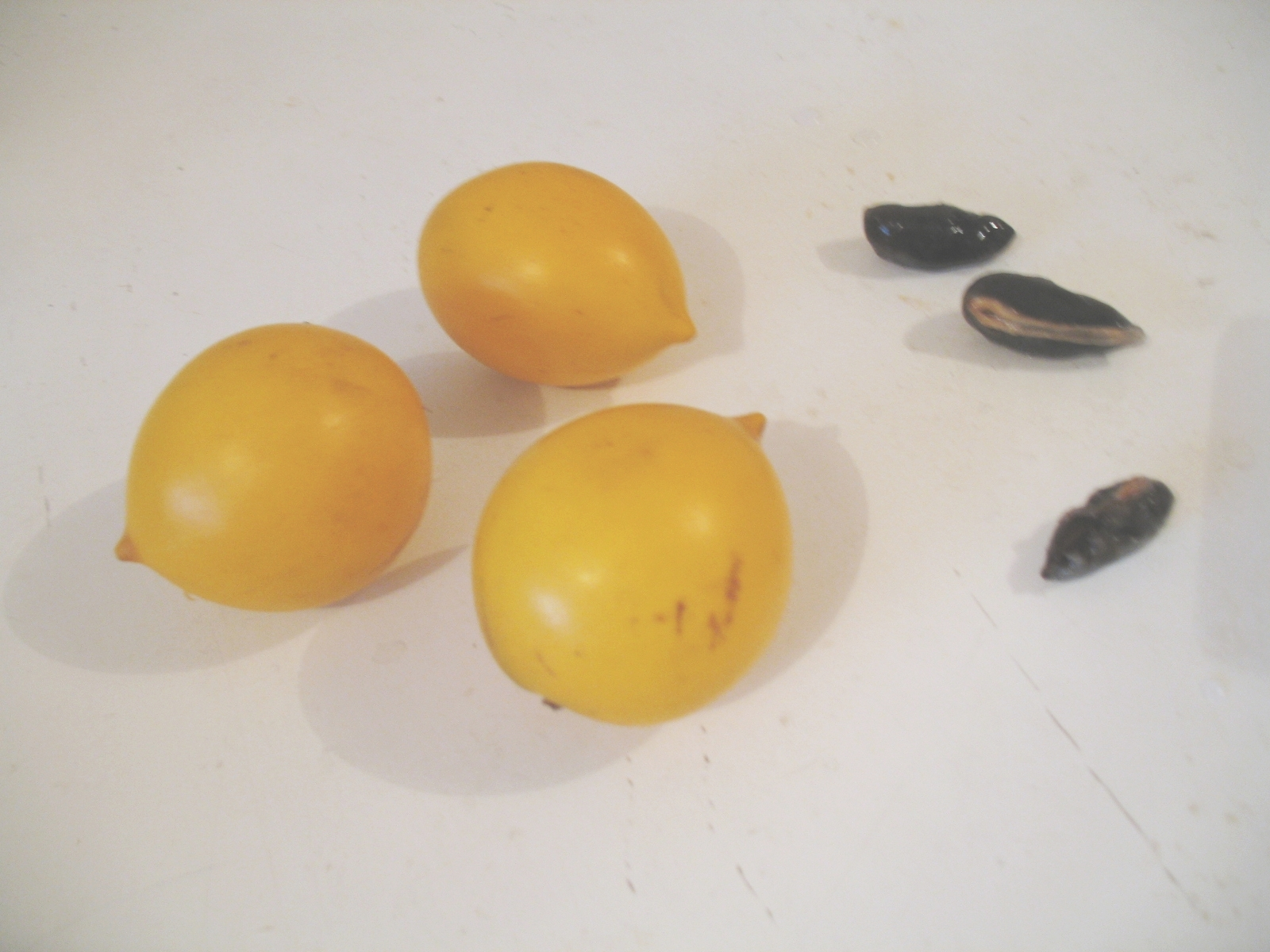